# Federica Biscia
Federica Biscia (Torino, 26 giugno 1980) è un'ex nuotatrice italiana.

## Carriera
Ottima ranista e mistista e buona farfallista. Ha partecipato ai campionati italiani e ai campionati europei giovanili di nuoto all'età di quattordici anni, e l'anno dopo ha vinto ai campionati italiani il primo dei suoi 14 titoli nella rana: ne vincerà anche 19 nei 200 e 400 m misti, mostrando così di essere una delle più forti nuotatrici italiane attorno all'anno 2000. Ai Giochi del Mediterraneo del 1997 di Bari vince l'oro nei 200 m rana, ottenendo la sua prima vittoria internazionale: nello stesso anno partecipa per la prima volta ai campionati europei a Siviglia.
Ha vinto altri nove titoli italiani nel 1998 e sei nel 1999, però non ha preso parte ne ai mondiali ne agli europei disputati in quei due anni. L'anno 2000 la vede convocata ai mondiali in vasca corta dove va in finale nei 200 e nei 400 m misti, ai campionati europei di nuoto (finalista nei 200 m misti) e ai giochi olimpici di Sydney. Nel 2001 si dimostra molto forte nei 400 m misti: li nuota ai XIV Giochi del Mediterraneo a Tunisi, dove vince l'argento, alla XXI Universiade di Pechino dove vince l'oro (oltre al quarto posto nei 200 m) e ai europei in vasca corta, che la vede ancora in finale.
Il 2002 è il suo ultimo anno come atleta agonista, vince i suoi ultimi due titoli nei misti e partecipa agli europei in vasca lunga a Berlino e a quelli in vasca corta a Riesa. In seguito diventa allenatrice nella società Libertas Mondovì.

## Palmarès
nota: questa lista è incompleta
| Giochi Olimpici         | ---                     | ---                       | 200 m misti               | 400 m misti             | ---                           |
| 2000 Sydney Australia   | ---                     | ---                       | 10ª in semifinale 2'15"71 | 15º in batteria 4'47"56 | ---                           |
| Mondiali in vasca corta | ---                     | 200 m rana                | 200 m misti               | 400 m misti             | ---                           |
| 2000 Atene Grecia       | ---                     | 13ª in batteria 2'30"91   | 6ª 2'14"26                | 5ª 4'42"43              |                               |
| Campionati europei      | ---                     | 200 m rana                | 200 m misti               | 400 m misti             | ---                           |
| 1997 Siviglia Spagna    | ---                     | 8ª in finale B 2'35"61    | ---                       | ---                     | ---                           |
| 2000 Helsinki Finlandia | ---                     | ---                       | 5ª 2'17"28                | 9ª in batteria 4'51"55  | ---                           |
| 2002 Berlino Germania   | ---                     | ---                       | 12ª in semifinale 2'19"34 | 8ª 4'50"69              | ---                           |
| Europei in vasca corta  | 100 m farfalla          | 100 m misti               | 200 m misti               | 400 m misti             | 4 × 50 m mista                |
| 2001 Anversa Belgio     | 20ª in batteria 1'01"74 | 12ª in semifinale 1'03"56 | 13ª in batteria 2'15"12   | 5ª 4'42"86              | ---                           |
| 2002 Riesa Germania     | ---                     | 15ª in batteria 1'05"54   | 7ª 2'14"69                | 4ª 4'38"65              | 10ª - 1'56"99 frazione: 29"10 |
| Giochi del Mediterraneo | 100 m rana              | 200 m rana                | 200 m misti               | 400 m misti             | ---                           |
| 1997 Bari Italia        | Bronzo 1'12"52          | Oro 2'33"39               | 7ª 2'22"42                | ---                     | ---                           |
| 2001 Tunisi Tunisia     | ---                     | ---                       | ---                       | Argento 4'50"57         | ---                           |
| Universiadi             | ---                     | ---                       | 200 m misti               | 400 m misti             | ---                           |
| 2001 Pechino Cina       | ---                     | ---                       | 4ª 2'16"11                | Oro 4'45"85             | ---                           |

### Campionati italiani
33 titoli individuali, così ripartiti:
- 4 nei 100 m rana
- 10 nei 200 m rana
- 9 nei 200 m misti
- 10 nei 400 m misti

nd = non disputata
| Anno | Edizione    | dorso 100 m | rana 100 m | rana 200 m | farfalla 100 m | farfalla 200 m | misti 100 m | misti 200 m | misti 400 m | mista 4×50 m |
| ---- | ----------- | ----------- | ---------- | ---------- | -------------- | -------------- | ----------- | ----------- | ----------- | ------------ |
| 1994 | Primaverili | -           | -          | 2          | -              | -              | nd          | -           | -           | nd           |
| 1994 | Estivi      | -           | -          | 3          | -              | -              | nd          | -           | -           | nd           |
| 1995 | Primaverili | -           | 2          | 1          | -              | -              | nd          | -           | -           | nd           |
| 1995 | Estivi      | -           | 2          | 2          | -              | -              | nd          | -           | -           | nd           |
| 1996 | Primaverili | -           | 2          | 3          | -              | -              | nd          | -           | -           | nd           |
| 1997 | Primaverili | -           | 2          | 1          | 3              | -              | nd          | -           | -           | nd           |
| 1997 | Estivi      | -           | 2          | 1          | 3              | -              | nd          | 2           | -           | nd           |
| 1998 | Primaverili | -           | 1          | 1          | 2              | 2              | nd          | 1           | 1           | nd           |
| 1998 | Estivi      | -           | -          | 1          | 3              | -              | nd          | 1           | 1           | nd           |
| 1998 | Invernali   | -           | 1          | 2          | -              | -              | -           | -           | 1           | nd           |
| 1999 | Primaverili | -           | -          | 2          | -              | -              | nd          | -           | 2           | nd           |
| 1999 | Estivi      | -           | 1          | 1          | -              | -              | nd          | 2           | 2           | nd           |
| 1999 | Invernali   | -           | 1          | 1          | -              | -              | -           | 1           | 1           | nd           |
| 2000 | Primaverili | -           | -          | 1          | -              | -              | nd          | 1           | 1           | nd           |
| 2000 | Estivi      | 2           | -          | -          | -              | -              | nd          | 1           | -           | nd           |
| 2000 | Invernali   | -           | -          | 1          | -              | -              | 3           | 1           | 1           | -            |
| 2001 | Primaverili | -           | -          | 1          | -              | -              | nd          | 1           | 1           | nd           |
| 2001 | Estivi      | -           | -          | 2          | -              | 2              | nd          | 1           | 1           | nd           |
| 2001 | Invernali   | -           | -          | -          | 2              | 3              | -           | 2           | 1           | -            |
| 2002 | Primaverili | -           | -          | 2          | -              | -              | nd          | 1           | 1           | nd           |
| 2002 | Invernali   | -           | -          | -          | -              | -              | -           | -           | -           | 3            |